# Jani Virk
Jani Virk (* 4. März 1962 in Ljubljana, SFRJ) ist ein slowenischer Schriftsteller, Lyriker, Redakteur, Journalist und Übersetzer.

## Leben und Werk
Virk besuchte das Sportgymnasium in Škofja Loka und war Mitglied der jugoslawischen Ski-Jugendnationalmannschaft. Später war er auch als Trainer und Sportreporter tätig. Er studierte Vergleichende Literaturwissenschaft und Germanistik an der Universität Ljubljana. Während seines Studiums trat er verschiedene Erwerbstätigkeiten außerhalb Sloweniens an, unter anderem in London, Düsseldorf und Chicago. Nach dem Studium arbeitete er als freier Schriftsteller und Redakteur. Er war Chefredakteur der Literaturzeitschriften Literatura, Litterae Slovenicae und der Tageszeitung Slovenec. Seit 1994 ist er bei der öffentlich-rechtlichen Rundfunkanstalt Sloweniens angestellt, zuerst als Redakteur für Kultursendungen, dann für Dokumentarfilme. Seit 2005 ist er Chefredakteur des Kunst- und Kulturprogramms. 2014 wurde er mit einer Arbeit zur Perzeption archetypischer Motive im Parzival in der neueren deutschen Literatur- und Filmproduktion promoviert.
Virk ist Autor von zahlreichen Werken, darunter Prosa, Lyrik und Essays, sowie Übersetzer deutschsprachiger Literatur. Zu seinen übersetzten Autoren zählen unter anderem Gerhard Roth, Elias Canetti, H.C. Artmann, Thomas Bernhard, Johann Wolfgang Goethe und Heinrich Böll. Einige Werke wurden ins Spanische, Serbische, Kroatische und Polnische übersetzt, sein Roman Zadnja Sergijeva skušnjava (1996, dt. Sergijs letzte Versuchung, 1998) auch ins Deutsche. Seine Kurzgeschichte Vaški učitelj (Der Dorflehrer) wurde 1993 verfilmt. Seine Texte sind in zahlreichen slowenischen und anderssprachigen Anthologien veröffentlicht. Er schrieb zudem zahlreiche Drehbücher für Dokumentarfilme.
1987 erhielt er den Preis Zlata ptica für Preskok (Sprung), 1999 für Pogled na Tycho Brahe (Blick auf Tycho Brache) den Preis der Prešeren-Stiftung. Er wurde mehrmals für den Kresnik-Preis der Tageszeitung Delo für den besten slowenischen Roman des Jahres nominiert: 1996 für 1895, potres (1895, Erdbeben), 2005 für Aritmija (Arrythmie), 2010 für Ljubezen v zraku (Liebe in der Luft) und 2019 für Brez imena (Ohne Namen).
Der Literaturwissenschaftler und Übersetzer Tomo Virk ist sein Bruder.

## Werke
- Preskok (Ljubljana, 1987)
- Rahela (Ljubljana, 1989)
- Vrata in druge zgodbe (Ljubljana, 1991)
- Izza potresa (zusammen mit Lela B. Njatin, Jože Hudeček, 1995, Ljubljana)
- 1895, potres (Ljubljana, 1995)
- Zadnja Sergijeva skušnjava (Ljubljana, 1996) 
  - dt. Übersetzung: Sergijs letzte Versuchung (Klagenfurt/Celovec, Wien: Wieser 1998, übersetzt von Fabjan Hafner)
- Pogled na Tycho Brahe (Ljubljana, 1998)
- Smeh za leseno pregrado (Ljubljana, 2000)
- Aritmija (Ljubljana, 2004)
- Ljubezen v zraku (Ljubljana, 2009)
- Poletje na snegu (Klagenfurt, Ljubljana, Wien, 2003)
- Kar je odnesla reka, kar je odnesel dim (Ljubljana, 2012)
- Med drevesi (Ljubljana, 2016)
- Brez imena (Ljubljana, 2018)
- Jaka in Vane (Ljubljana, 2021)

### Lyrik
- Tečeva čez polje (Ljubljana, 1990)

### Essayistik
- Na robu resničnosti (Ljubljana, 1992)

### Übersetzungen (Auswahl)
- Thomas Bernhard: Sečnja. Razburjenje. Ljubljana, 1993. (dt. Holzfällen. Eine Erregung)
- Gerhard Roth: Zimsko potovanje. Ljubljana, 1996. (dt. Winterreise)
- Thomas Bernhard: Stari mojstri. Komedija. Ljubljana, 2008. (dt. Alte Meister)